# Joaquin Phoenix

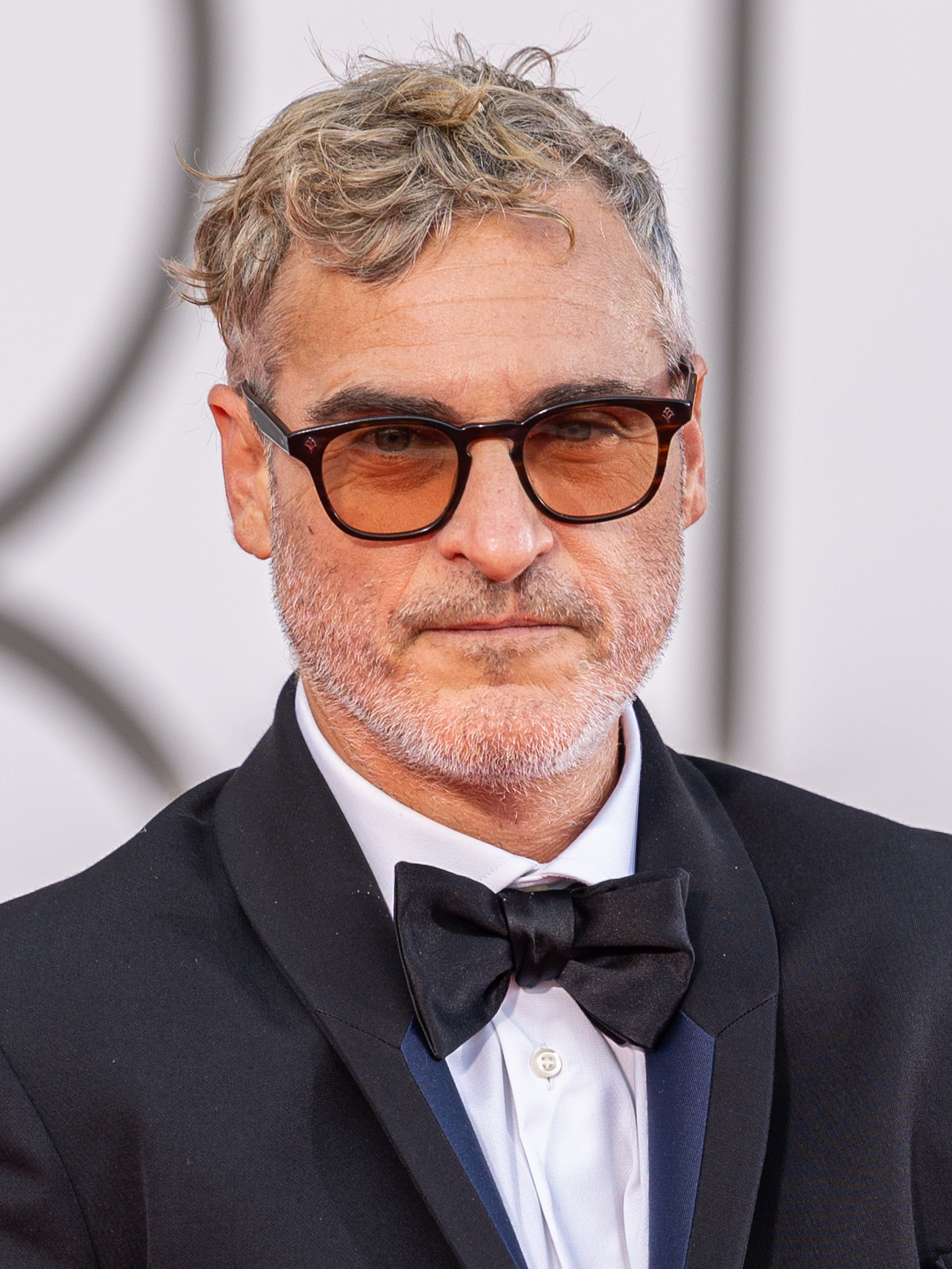
Joaquin Phoenix (2024)

Joaquin Rafael Phoenix (IPA): [hwɑːˈkiːn] [ˈfiːnɪks] (* 28. Oktober 1974 als Joaquin Rafael Bottom in San Juan, Puerto Rico), früher auch als Leaf Phoenix bekannt, ist ein US-amerikanischer Schauspieler und Produzent. 
Seinen internationalen Durchbruch hatte er im Jahr 2000 mit der Rolle des römischen Kaisers Commodus in Ridley Scotts Gladiator. 2006 erhielt er für seine Verkörperung des Country-Musikers Johnny Cash in Walk the Line einen Golden Globe. Für seine Rolle als Joker im gleichnamigen Film erhielt er 2020 den Golden Globe sowie den Oscar als Bester Hauptdarsteller.

## Biografie

### Jugend und frühe Karriere
Joaquin Phoenix wurde 1974 in Río Piedras in Puerto Rico geboren. Seine Eltern waren als Missionare der Sekte Children of God tätig. 1978 wandte sich die Familie von der religiösen Bewegung ab und ließ sich in Los Angeles nieder. Als Zeichen für diesen Neuanfang wurde der Familienname von Bottom in Phoenix geändert.
Auch um die finanzielle Situation der Familie zu verbessern, nahmen Joaquin und seine vier Geschwister River (1970–1993), Rain (* 1972), Liberty (* 1976) und Summer (* 1978) an verschiedenen Talentshows teil. Bald wurden die Geschwister von einer Agentin entdeckt und begannen, als Kinderdarsteller zu arbeiten.
Joaquin war in den Achtzigerjahren in diversen Werbespots und Fernsehserien zu sehen. Bereits im Alter von zehn Jahren erhielt er eine Nominierung für den Young Artist Award als bester junger Schauspieler in einem Familienfilm (Backwards: The Riddle of Dyslexia).
In den Kinofilmen Russkies (1987) und Ron Howards Eine Wahnsinnsfamilie (1989) spielte er seine ersten Hauptrollen. Als Kinderdarsteller trat er meist unter seinem Künstler- und Spitznamen Leaf auf.

### Schauspielerei

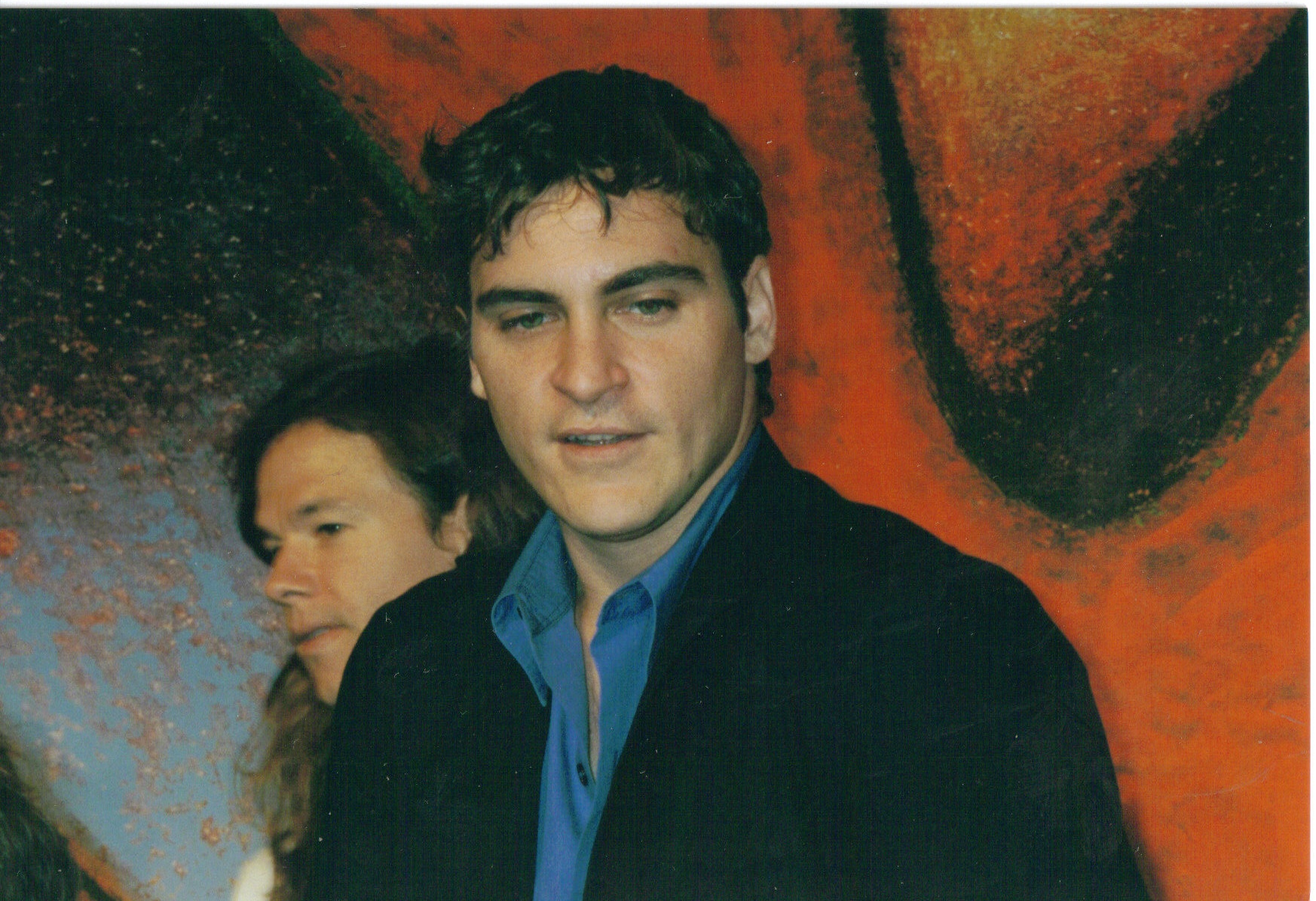
Joaquin Phoenix (2000)

Nach einer Auszeit von Hollywood kehrte Phoenix 1995 zur Schauspielerei zurück und war in diversen Neben- und Hauptrollen zu sehen. So spielte er 1995 an der Seite von Nicole Kidman in Gus Van Sants Drama To Die For, 1997 war er im Coming-of-Age-Film Die Abbotts – Wenn Haß die Liebe tötet zu sehen und 1998 in Oliver Stones Thriller U-Turn – Kein Weg zurück. Im Psychothriller 8mm – Acht Millimeter von 1999 verkörperte Phoenix einen schrägen Sexshop-Mitarbeiter und Industrial-Rockmusiker, der an der Seite von Schauspieler Nicolas Cage dazu beiträgt, die Hintergründe zu einem mörderischen Gewaltpornofilm aufzuklären. 
Seinen internationalen Durchbruch verschaffte ihm die Darstellung des römischen Kaisers Commodus in Ridley Scotts Gladiator aus dem Jahr 2000. Für seine Leistung wurde er für zahlreiche Preise nominiert, auch für einen Oscar als bester Nebendarsteller. Anschließend war Phoenix in zwei Filmen des Regisseurs M. Night Shyamalan zu sehen: Signs – Zeichen und The Village – Das Dorf. In Shaun Monsons Dokumentarfilm Earthlings über Tierhaltung und Fleischkonsum war er als Sprecher zu hören. 2004 spielte er im Film Im Feuer unter Regie von Jay Russel die Hauptrolle als Feuerwehrmann. Zusammen mit John Travolta und den anderen Schauspielern trainierte er dafür in einer Feuerwehrschule unter echten Bedingungen, um die Darstellung im Film so authentisch wie möglich darstellen zu können. Der Film und Phoenix wurden 2005 für die MovieGuide Awards und den Teen Choice Award nominiert.
Im biografischen Drama Walk the Line von 2005 verkörpert Phoenix den Country-Sänger Johnny Cash. Er wurde für die Rolle von Cash selbst ausgesucht, genauso wie auch Reese Witherspoon, die im Film Cashs zweite Frau June Carter Cash spielt. Phoenix sang für den Film alle Songs selbst ein. Für die Rolle erntete er viel Lob, gewann den Golden Globe Award als bester Hauptdarsteller in einer Komödie oder Musical und wurde als bester Hauptdarsteller für einen Oscar nominiert.
Im Oktober 2008 gab Phoenix bekannt, dass er sich aus dem Filmgeschäft zurückziehen wolle, um sich der Musik zu widmen. In der Folgezeit trat er mit langen Haaren und Bart in Erscheinung und machte mit skurril anmutenden Auftritten in Talkshows und als kurioser Rap-Künstler auf sich aufmerksam. Erst im September 2010 stellte sich heraus, dass es sich um einen Hoax handelte: Die Mockumentary I’m Still Here: The Lost Year of Joaquin Phoenix von Casey Affleck begleitet Phoenix von der Bekanntmachung seines scheinbaren Rückzugs aus dem Filmgeschäft und zeigt seine teils inszenierten Versuche, als Rapper Fuß zu fassen.

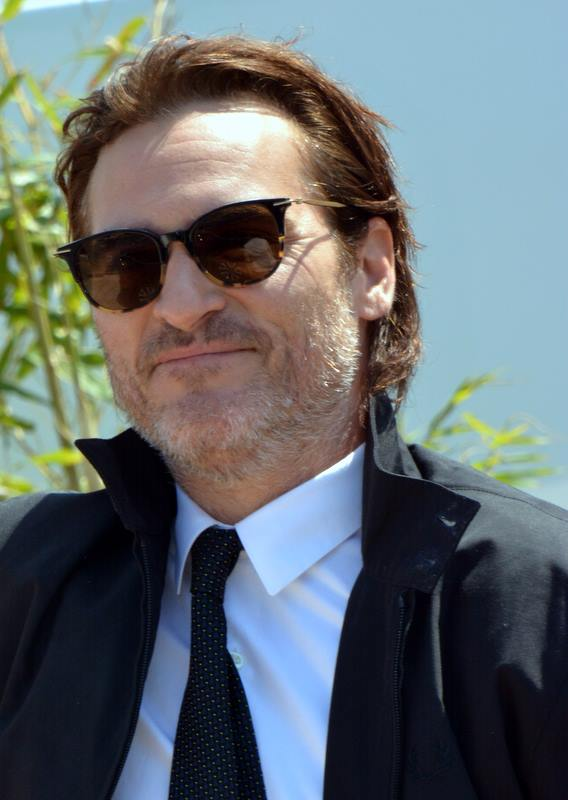
Joaquin Phoenix (2017)

2012 spielte er neben Philip Seymour Hoffman die Hauptrolle in Paul Thomas Andersons The Master. Der Film ist lose angelehnt an das Leben des Scientology-Gründers L. Ron Hubbard und handelt von der Entstehung einer Sekte. Für seine schauspielerische Leistung wurde er zum zweiten Mal für den Oscar als bester Hauptdarsteller nominiert. 2017 erhielt er beim 70. Filmfestival in Cannes den Darstellerpreis für seine Rolle in dem britischen Spielfilm You Were Never Really Here der Regisseurin Lynne Ramsay.
2019 spielte er die Titelrolle in Joker. Beim 76. Filmfestival von Venedig wurde er dafür von Kritik und Publikum gefeiert, obwohl er den Preis für den besten männlichen Schauspieler nicht erhielt. Im Januar 2020 wurde er bei den Golden Globe Awards als Bester Hauptdarsteller in einem Drama ausgezeichnet. Einen Monat später erhielt er den Oscar in der Kategorie Bester Hauptdarsteller.
Weitere Hauptrollen folgten in Ari Asters Horrorkomödie Beau Is Afraid und Ridley Scotts Historienfilm Napoleon, in dem Phoenix den französischen Feldherrn Napoleon Bonaparte darstellte.
Zwischen 2000 und 2007 wurde Phoenix größtenteils von Nicolas Böll synchronisiert. Seit 2007 ist überwiegend Tobias Kluckert seine deutsche Standardstimme.

### Regie
Phoenix führte bei mehreren Musikvideos Regie, darunter für die Bands und Musiker Ringside, She Wants Revenge, People in Planes, Albert Hammond junior und Silversun Pickups.

## Privates und Engagement
Joaquin Phoenix ist seit seiner Kindheit Veganer und engagiert sich für die Tierrechtsorganisation PETA. Er trägt in seinen Filmen nur pelz- und lederfreie Kleidung. Phoenix wohnt in den Hollywood Hills. Er ist Sprecher der Dokumentarfilme Earthlings und Dominion, die über die Nutzung und den Missbrauch von Tieren aufklären. Phoenix ist mit Rooney Mara verlobt; sie wurden im September 2020 Eltern eines Sohnes, der im Gedenken an Phoenix’ verstorbenen Bruder River genannt wurde.

## Filmografie
- 1982: Seven Brides for Seven Brothers (Fernsehserie, Folge 1x13 Christmas Song)
- 1984: Backwards: The Riddle of Dyslexia (Fernsehfilm, aus der Filmreihe Junge Schicksale (ABC Afterschool Specials))
- 1984: Mord ist ihr Hobby (Murder, She Wrote, Fernsehserie, 1 Folge)
- 1985: Kids Don’t Tell (Fernsehfilm)
- 1986: Morningstar/Eveningstar (Fernsehserie, 7 Folgen)
- 1986: Space Camp (SpaceCamp)
- 1987: Russkies
- 1988: Der heimliche Zeuge (Secret Witness, Fernsehfilm)
- 1989: Eine Wahnsinnsfamilie (Parenthood)
- 1991: Walking the Dog
- 1995: To Die For
- 1997: Die Abbotts – Wenn Haß die Liebe tötet (Inventing the Abbotts)
- 1997: U-Turn – Kein Weg zurück (U-Turn)
- 1998: Für das Leben eines Freundes (Return to Paradise)
- 1998: Clay Pigeons – Lebende Ziele (Clay Pigeons)
- 1999: 8mm – Acht Millimeter (8MM)
- 2000: The Yards – Im Hinterhof der Macht (The Yards)
- 2000: Gladiator
- 2000: Quills – Macht der Besessenheit (Quills)
- 2001: Army Go Home! (Buffalo Soldiers)
- 2002: Ultimate Fights from the Movies (Dokumentarfilm)
- 2002: Signs – Zeichen (Signs)
- 2003: It’s All About Love
- 2003: Bärenbrüder (Brother Bear, Stimme für Kenai)
- 2004: Hotel Ruanda (Hotel Rwanda)
- 2004: Im Feuer (Ladder 49)
- 2004: The Village – Das Dorf (The Village)
- 2005: Walk the Line
- 2005: Earthlings (Dokumentarfilm, Stimme für Erzähler)
- 2007: Helden der Nacht – We Own the Night (We Own the Night)
- 2008: Ein einziger Augenblick (Reservation Road)
- 2008: Two Lovers
- 2010: I’m Still Here
- 2012: The Master
- 2013: Her
- 2013: The Immigrant
- 2014: Inherent Vice – Natürliche Mängel (Inherent Vice)
- 2015: Irrational Man
- 2017: A Beautiful Day (You Were Never Really Here)
- 2018: Dominion (Dokumentarfilm, Sprecher)
- 2018: Don’t Worry, weglaufen geht nicht (Don’t Worry, He Won’t Get Far on Foot)
- 2018: Maria Magdalena (Mary Magdalene)
- 2018: The Sisters Brothers
- 2019: Joker
- 2021: Come on, Come on (C’mon C’mon)
- 2023: Beau Is Afraid
- 2023: Napoleon
- 2024: Joker: Folie à Deux
- 2025: Eddington

## Auszeichnungen
Oscar
- 2001: Nominierung als Bester Nebendarsteller für Gladiator
- 2006: Nominierung als Bester Hauptdarsteller für Walk the Line
- 2013: Nominierung als Bester Hauptdarsteller für The Master
- 2020: Auszeichnung als Bester Hauptdarsteller für Joker

Golden Globe Award
- 2001: Nominierung als Bester Nebendarsteller für Gladiator
- 2006: Auszeichnung als Bester Hauptdarsteller – Komödie/Musical für Walk the Line
- 2013: Nominierung als Bester Hauptdarsteller – Drama für The Master
- 2014: Nominierung als Bester Hauptdarsteller – Komödie oder Musical für Her
- 2015: Nominierung als Bester Hauptdarsteller – Komödie oder Musical für Inherent Vice – Natürliche Mängel
- 2020: Auszeichnung als Bester Hauptdarsteller – Drama für Joker
- 2024: Nominierung als Bester Hauptdarsteller – Komödie oder Musical für Beau Is Afraid

Goldene Himbeere
- 2025: Nominierung als Schlechtester Schauspieler für Joker: Folie à Deux
- 2025: Auszeichnung als Schlechteste Filmpaarung (zusammen mit Lady Gaga) für Joker: Folie à Deux

British Academy Film Awards
- 2001: Nominierung als Bester Nebendarsteller für Gladiator
- 2006: Nominierung als Bester Hauptdarsteller für Walk the Line
- 2013: Nominierung als Bester Hauptdarsteller für The Master
- 2020: Auszeichnung als Bester Hauptdarsteller für Joker

Screen Actors Guild Award
- 2001: Nominierung als Bester Nebendarsteller für Gladiator
- 2001: Nominierung als Bestes Schauspielensemble für Gladiator
- 2005: Nominierung als Bestes Schauspielensemble für Hotel Ruanda
- 2006: Nominierung als Bester Hauptdarsteller für Walk the Line
- 2020: Auszeichnung als Bester Hauptdarsteller für Joker

Critics’ Choice Movie Award
- 2001: Auszeichnung als Bester Nebendarsteller für Gladiator, Quills – Macht der Besessenheit und The Yards – Im Hinterhof der Macht
- 2006: Nominierung als Bester Hauptdarsteller für Walk the Line
- 2013: Nominierung als Bester Hauptdarsteller für The Master
- 2020: Auszeichnung als Bester Hauptdarsteller für Joker

Grammy Awards
- 2007: Auszeichnung als Bester Zusammengestellten Soundtrack für Visuelle Medien für Walk the Line

Festivalpreise
- 2012: Coppa Volpi des 69. Internationalen Filmfestspiele von Venedig für The Master
- 2017: Darstellerpreis des 70. Filmfestivals von Cannes für A Beautiful Day
- 2019: TIFF Tribute Actor Award des Toronto International Film Festival für Joker

## Dokumentation
- Joaquin Phoenix – Schauspieler der Extreme. Regie: Tom Ehrhardt, ZDF, Deutschland, 53 Minuten, 2023